# Szövetségi büntetőeljárás Donald Trump ellen választási csalásra való felbujtás és összeesküvés vádjával
A United States of America v. Donald J. Trump folyamatban lévő szövetségi büntetőeljárás Donald Trump, az Egyesült Államok 45. elnöke ellen, amiért a vádak szerint a 2020-as elnökválasztás után annak eredményét törvénytelenül megpróbálta megváltoztatni és szerepéért a január 6-i támadásban az ország Capitoliuma ellen.
Trump megkérdőjelezte a 2020-as választás eredményét, többek között azt mondva, hogy a levélben beküldött szavazatok hamisak voltak, a szavazógépek helytelenül működtek és halott polgárok nevében mások szavaztak. Ezek mellett ő maga megpróbálta megváltoztatni a választás eredményét úgy, hogy hamis, Trumpot támogató elektorokat neveztek volna ki a valós elektorok helyett. Az elnök megpróbálta rávenni az akkor alelnök posztját betöltő Mike Pence-t, hogy az elektorszámlálás idején a hamis szavazatokat számolja a valósak helyett. Az Igazságügyi Minisztérium 2022 januárjában nyomozást indított az üggyel kapcsolatban és hozzákötötte a január 6-i támadást is. 2022 novemberében Merrick Garland főügyész kinevezte Jack Smith jogászt a nyomozás vezetésére, aminek részeként Smith volt felelős a választási csalással, illetve a titkosított dokumentumok kezelésével kapcsolatos ügyért is.
2023. augusztus 1-én egy vádesküdtszék vádat emelt Trump ellen az Egyesült Államok fővárosi körzeti bíróságán, négy különböző vádpontban: összeesküvés az Egyesült Államok elleni csalásra (Egyesült Államok Törvénykönyve, 18 U.S.C.), egy hivatalos folyamat megakadályozása és összeesküvés egy hivatalos folyamat akadályozására (2002-es Sarbanes–Oxley Act), illetve összeesküvés a polgárok jogainak megszegésére (1870-es Enforcement Act). A vádemelés hat meg nem nevezett bűntársat említett és ez volt az első alkalom, hogy egy elnök ellen vádat emeltek hivatalában történt események során. Trump augusztus 3-án megjelent a vád alá helyezésre, ahol azt vallotta, hogy nem bűnös.
A tárgyalás kezdetének időpontját 2024. március 4-re helyezték.

## Háttér

### Választási csalással kapcsolatos vádak

A 2020-as elnökválasztás végeredménye

Trump már 2016-os kampánya során is megkérdőjelezte a választási folyamatot. Coloradóban akkor azt nyilatkozta, hogy a Demokrata Párt csalásra készült a szavazófülkéknél. 2016 októberében azt írta Twitteren, hogy országszerte választási csalások történtek a 2016-os választás során, amit Rudy Giuliani, Trump jogi tanácsadója is megismételt. Trump ugyanezt a stratégiát használta a 2020-as választás alatt is: hónapokig készült arra, hogy milyen érvekkel fogja próbálni meggyőzni követőit, hogy ellopták tőlük a választást, amik főleg a levélben beküldött szavazatokra koncentráltak. Már 2020 augusztusában felvette jogi csapatába Cleta Mitchell konzervatív jogászt, azzal a céllal, hogy megváltoztassa a választás kimenetelét. A Belbiztonsági Minisztérium felhívta a figyelmet arra, hogy Oroszország megpróbálta befolyásolni a választást azzal, hogy hazugságokat terjesztett a levelekben beküldött szavazatokról. Két nappal a választás előtt Trump azt mondta újságíróknak, hogy a választás után azonnal jogi lépéseket fog tenni.
A Trump-párti politikai szakértők segítségével és szavazóik támogatásával a Trump-kampány magabiztos volt, hogy meg fogják nyerni a választást. A választás első óráiban nagyon sok helyen Trump vezetett, hiszen az ő támogatói nagyobb valószínűséggel szavaztak személyesen a Covid19-pandémia közben, mint a demokrata választópolgárok, de előnye csökkent, ahogy a levélben küldött szavazatokat számlálták. Trump utolsó kampányeseménye után Grand Rapids városában, fia, Eric azt nyilatkozta, hogy az elnök legalább 322 elektori szavazatot fog kapni. Giuliani javaslatára Trump hajnali kettőkor bejelentette a Fehér Ház elnöki rezidenciája keleti szobájában, hogy megnyerte a választást és, hogy a sajtóban megjelenő szavazatszámok hamisak voltak. Ahogy a szavazatokat számlálták, Matt Oczkowski, a Trump-kampány adatelemzője megmondta Trumpnak, hogy el fogja veszíteni a választást. Pat Cipollone, az elnök tanácsadója pedig azt mondta, hogy a választás eredményének érvénytelenítése „öngyilkosság” lenne. A William Barr főügyész által vezetett Igazságügyi Minisztérium nem talált bizonyítékot választási csalásra.
Trump és bűntársai megpróbálták megváltoztatni a választás végkimenetelét. Az Igazságügyi Minisztérium nyomozása főleg a Trump által kinevezni tervezett hamis elektorokra fókuszált, aminek célja az volt, hogy ezeket a hamis elektorokat elfogadtassák a Kongresszussal, Trumpot újraválasztva elnökként. A dokumentumok megírása és a republikánusok meggyőzése Trump jogászai feladata volt, mint Giuliani és John Eastman, akiknek a választási csalásra semmi bizonyítéka nem volt. A tervük az volt, hogy alternatív elektorokat jelöl ki a Trump-kampány, amíg a bizonyítékukat összegyűjtik. Ugyan ezeket az elektorokat ki is nevezték, akiknek szavazataival Trump lett volna a győztes, a hét célba vett állam (Arizona, Georgia, Michigan, Nevada, Pennsylvania, Új-Mexikó és Wisconsin) törvényhozása megerősítették Biden győzelmét, elutasítva a hamis elektorokat, bár Pennsylvania és Új-Mexikó beleegyezett abba, hogy Trump legyen a győztes, ha pereiben sikeres lesz az államokban. A hamis elektorokat Mike Pence alelnöknek küldték volna, arra kényszerítve, hogy azokat számolja a való szavazatok helyett. Mindezek mellett az is szóba esett, hogy Pence semmissé nyilváníthatná a választást, így az akkor republikánus többségű Képviselőház döntene az elnök kilétéről.
A választást követő két hónapban Trump több republikánus tisztségviselőt is felhívott azokban az államokban, ahol Biden hajszál híján tudott csak nyerni, arra kérve őket, hogy változtassák meg az eredményeket és neki adják a győzelmet. Ezek közé tartozott Brad Raffensperger, Georgia államtitkára, arra kérve őt, hogy „találjon 11780 szavazatot.” Raffensperger felvette a telefonhívást és nyilvánosságra hozta. Trump és Giuliani is felhívták Rusty Bowerst, Arizona Képviselőházának házelnökét, arra kérve őt, hogy indítson nyomozást a választási csalásokkal kapcsolatban, amire Bowers nem volt hajlandó bizonyíték nélkül. Eastman január 4-én ismét felhívta őt, arra szólítva, hogy vonja vissza a Biden győzelmét megerősítő döntést, de ezt a házelnök ismét elutasította. Trump és jogászai, illetve több republikánus kongresszusi képviselő is találkozott tisztviselőkkel Michiganben és Pennsylvaniában, arra bíztatva őket, hogy Trump győzelmét hirdessék ki.

### Január 6-i támadás

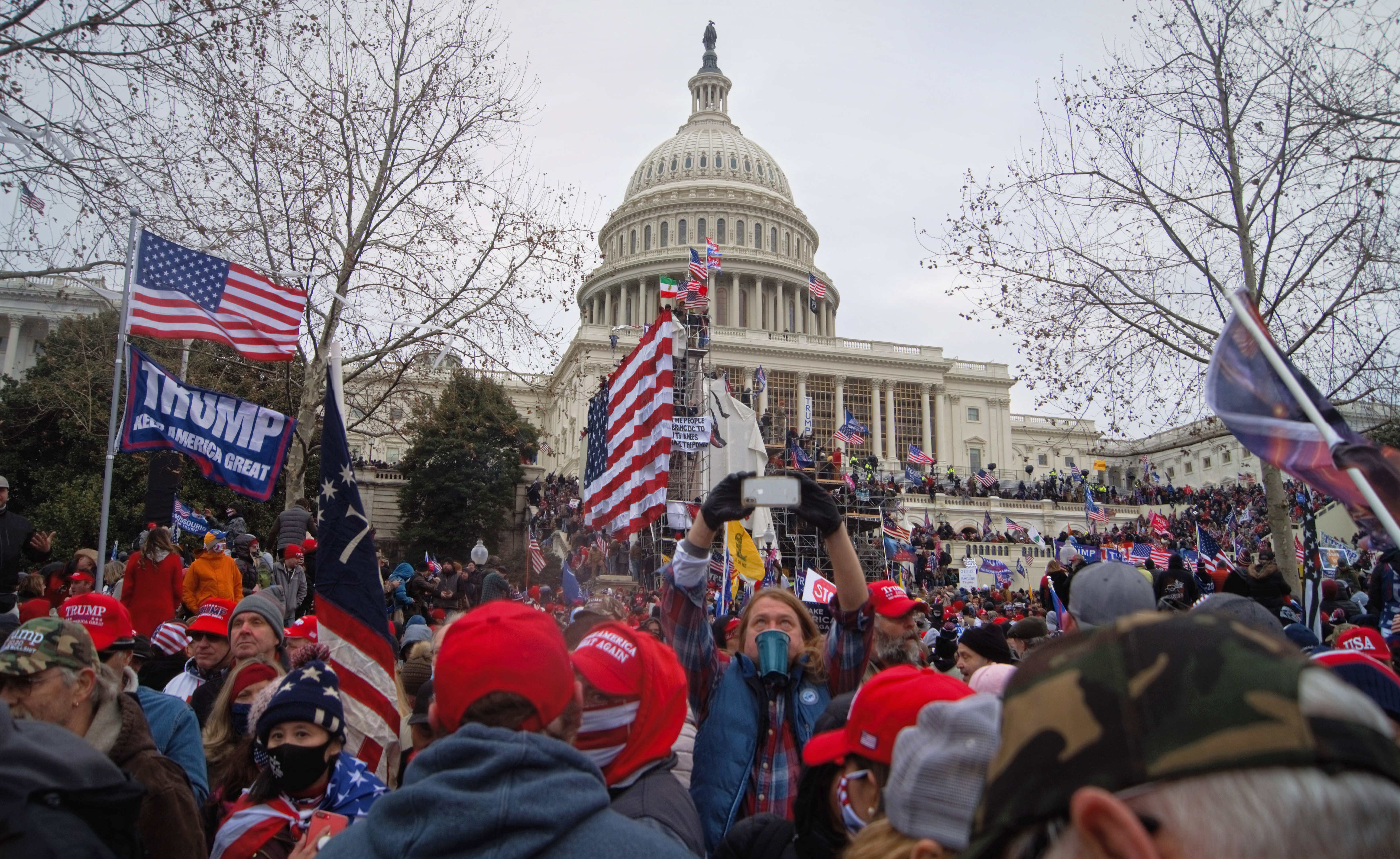
Trump követői a Capitoliumnál, 2021. január 6-án

2020. december 19-én, hat héttel az után, hogy elveszítette a választást, Trump arra bíztatta követőit, hogy tüntessenek Washingtonban január 6-án, amikor a tervek szerint a Kongresszus megerősítette volna Biden győzelmét. A következő hetekben Trump folyamatosan beszélt a január 6-i napról. Több felfegyverzett csoport, mint a Proud Boys, akik legtöbben kapcsolatban vannak a QAnon összeesküvés elmélettel, elkezdték tervezni megjelenésüket a Capitoliumnál. A Red-State Secession Facebook-oldal arra bíztatta követőit, hogy osszák meg az „ellenségek” otthonának címeit. Trump folyamatosan folytatta hamis kijelentéseit arról, hogy ellopták tőle a választást olyan államokban, mint Georgia, Pennsylvania, Michigan, Nevada és Arizona. Január 6. reggelén Trump egy beszédet adott a fővárosban, egy, a Fehér Házhoz közeli parkban és arra bíztatta szavazóit, hogy sétáljanak a Pennsylvania Avenue-hoz és „vegyék vissza az országot.” A Trump által felbujtott tömeg lerohanta a Capitoliumot.
Az ostrom következtében több száz büntetőeljárást indítottak a résztvevők ellen. Január 13-án a Képviselőház másodjára is megszavazta Donald Trump felelősségre vonását, de egy hónappal később a Szenátus felmentette. 2021 júniusában a Képviselőház létrehozott egy bizottságot, aminek feladata az ostrom és az azt megelőző időszak kinyomozása volt. A bizottság végül négy pontban vádolta a volt elnököt, amit pedig továbbadott az Igazságügyi Minisztériumnak. 2022 januárjában egy CNN-interjúban Lisa Monaco helyettes főügyész azt nyilatkozta, hogy a minisztérium ki fogja nyomozni Trump részvételét a hamis elektorok ügyében. 2022 márciusára a minisztérium megkezdte nyomozását január 6-ával és választási csalással kapcsolatban. Áprilisban szerezték meg a Fehér Ház dokumentumait.

## Folyamat

### Vádemelés
A vádiratot 2023. augusztus 1-én mutatták be, egy vádesküdtszék az Egyesült Államok fővárosi körzeti bíróságán emelt ellene vádat, négy különböző vádpontban: összeesküvés az Egyesült Államok elleni csalásra (Egyesült Államok Törvénykönyve, 18 U.S.C.), egy hivatalos folyamat megakadályozása és összeesküvés egy hivatalos folyamat akadályozására (2002-es Sarbanes–Oxley Act), illetve összeesküvés a polgárok jogainak megszegésére (1870-es Enforcement Act). Tanya S. Chutkan bíró lett véletlenszerűen kinevezve.
A vádirat szerint 2020. december 8-án Trump egyik kampánytanácsadója beismerte, hogy „a nyomozásunk és a kampány jogi csapata nem tudja megalapozni a [Trump által tett] kijelentéseket... Nehéz ezeket elfogadni, mikor az egész szar csak egy összeesküvés elmélet, amit az anyahajóról küldenek le.” Január 1-én Trump megtudta, hogy Mike Pence nem gondolta, hogy az alelnöknek joga van elektorok elutasítására. Trump felhívta őt és azt mondta neki, hogy „Túl őszinte vagy.” Két nappal később a vád szerint Patrick F. Philbin azt mondta a négyes számú bűntársnak (valószínűleg Jeffrey Clark), hogy ha Trump hatalmon marad, akkor „az Egyesült Államok minden nagyvárosában lázadások lennének,” amire a válasz az volt, hogy „ezért létezik az Insurrection Act.” A vádiratban ezek mellett szerepelnek korábban be nem látott beszélgetések Trump és Pat Cipollone, Fehér Ház-i tanácsadó között, aki arra bíztatta az elnököt, órákkal a január 6-i támadás után, hogy ismerje be, hogy elveszítette a választást. Ezt Trump elutasította.

#### Bűntársak
A vádiratban hat bűntársat tüntetnek fel. Ugyan nem voltak megnevezve a vádiratban, több hírügynökség is megosztotta valószínű kilétüket. Ez a vádirat ellenük nem emel vádat.
- Bűntárs 1.: Trump jogásza, Rudy Giuliani, akinek ügyvédje, Robert Costello ezt meg is erősítette.[27]
- Bűntárs 2.: Trump jogásza, John Eastman, akinek ügyvédje, Harvey Silverglate ezt meg is erősítette.[34]
- Bűntárs 3.: Trump jogásza, Sidney Powell, a CNN forrásai alapján.[35]
- Bűntárs 4.: Trump jogásza, Jeffrey Clark, a CNN forrásai szerint, a vádiratban szereplő e-mailek alapján.[35]
- Bűntárs 5.: Trump jogásza, Kenneth Chesebro, a CNN forrásai szerint, a Január 6. Bizottság által nyilvánosságra hozott információk alapján.[35]
- Bűntárs 6.: Egy „politikai tanácsadó,” aki a vádirat szerint megnevezett ügyészeket Arizonában, Georgiában, Michiganben, Nevadában, Pennsylvaniában, Új-Mexikóban és Wisconsinban, akik segíthették volna az összeesküvést. 2020. december 13-án a tanácsadó részese volt egy telefonhívásnak Giulianival és egy Trump-tanácsadóval.[36]

### Vád alá helyezés

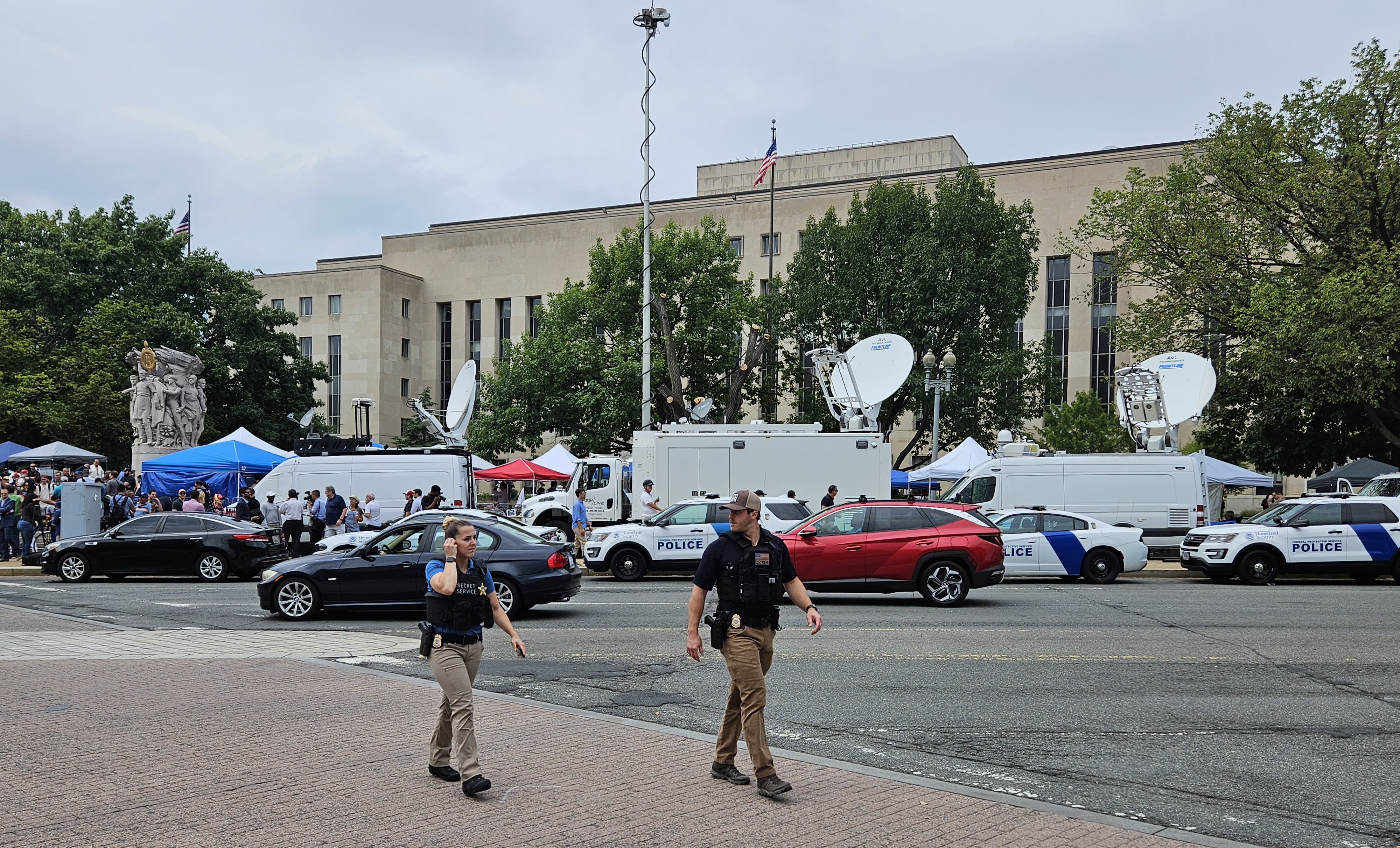
Két titkosszolgálati ügynök a bíróság előtt

Trump augusztus 3-án jelent meg Moxila A. Upadhyaya bíró előtt az E. Barrett Prettyman Bíróságon, Washingtonban. Smith jelen volt az eseményen, illetve Trump jogásza, Evan Corcoran és James Boasberg főbíró is. A terembe érkezett Trumppal Todd Blanche és John Lauro jogászok, míg a vádló ügyészeket, Thomas Windomot és Molly Gastont az FBI ügynökei védték. Trump mind a négy vádpontban azt vallotta, hogy nem bűnös és az állam ügyészei bejelentették, hogy nem fogják őrizetbe helyezni a volt elnököt. A következő meghallgatásra augusztus 28-án kerül sor, ahol Chutkan ki fogja jelölni a dátumot a tárgyalásra.

### A vád alá helyezés után
Augusztus 4-én Smith felkérte a bíróságot, hogy akadályozza meg Trumpot, hogy nyilvánosan beszéljen az ügyről. Augusztus 5-én a kormány beadott egy indítványt, felkérve a bíróságot, hogy akadályozzák meg Trumpot és ügyvédjeit, hogy megosszanak az üggyel kapcsolatos dokumentumokat azokkal, akik hivatalosan nem a folyamat részei. Ezt leginkább két, augusztus 4-én és 5-én közzétett poszttal indokolták, amikben Trump fenyegetőzött és Pence-ről is beszélt. A Trump-kampány erre azzal válaszolt, hogy a fenyegetés csak politikai ellenfeleire vonatkozott a 2024-es előválasztáson. Chutkan augusztus 7-ét jelölte meg dátumnak, amíg a volt elnök ügyvédjeinek válaszolnia kell a kérvényre. Ezt követően Trump megtámadta a bírót közösségi médián, azt követelve, hogy bírót váltsanak és a tárgyalást ne Washingtonban folytassák. Augusztus 7-én Trump jogászai azt kérték, hogy csak tényleg titkosított anyagokat ne osszanak meg a nyilvánossággal, amire az állam ügyészei azzal válaszoltak, hogy ezzel Trump azt akarja elérni, hogy „a tárgyalást nyilvánosan, a sajtóban folytassák le a bírósági terem helyett.” Chutkan arra szólította fel a két oldalt, hogy egyezzenek meg egy megfelelő dátumon a tárgyalásra, majd a következő meghallgatást augusztus 11-re jelölte ki. Augusztus 8-án Trump azt nyilatkozta, hogy továbbra is fog nyilvánosan beszélni az ügyről.

## Reakciók

### Donald Trump
A Trump-kampány egy sajtóközleményben reagált a vádemelésre, azzal vádolva Joe Bident, hogy megpróbálja börtönbe küldeni politikai ellenfelét és az ügyet választási csalásnak nevezték. A Trump-kampány a vádemelést „náci Németországhoz” hasonlította, amit Jonathan Greenblatt (Anti-Defamation League), az Amerikai Demokrata Zsidótanács és az Amerikai Zsidóbizottság is kritizált.

### Republikánusok
- Ron DeSantis, Florida kormányzója, aki szintén indult a 2024-es elnökválasztáson, egyetértett a Trump-kampánnyal, hogy a vádemelés hátterében politikai motiváció áll. Korábban azt is kijelentette, hogy elnöki  kegyelmet adna Trumpnak, ha megválasztanák.[48]
- Mike Pence, aki Trump alelnöke volt és szintén indult a 2024-es elnökválasztáson, kiadott egy közleményt, amiben elítélte Trump tetteit, azt írva, hogy „ez egy emlékeztető, hogy bárki, aki az alkotmány fölé helyezi saját magát, nem lehet az Egyesült Államok elnöke.”[49] Egy interjúban ismét megismételte, hogy nem lett volna joga megváltoztatni a választás eredményét alelnökként.[50]
- Bill Barr, korábbi főügyész úgy nyilatkozott, hogy fog tanúvallomást tenni, ha arra felkérik.[51]
- Kevin McCarthy házelnök azt írta, hogy a képviselőház republikánusai ki fogják „nyomozni az igazságot a Biden Inc.-ről és a kétszintű igazságszolgáltatásról.”[52]
- Adam Kinzinger, a Január 6. Bizottság tagja és korábbi képviselő Illinois-ból, azt írta, hogy „A mai nap az igazság kezdete,” hozzáadva, hogy Trump „a demokrácia rákja.”[53]

### Demokraták
- Chuck Schumer szenátusi frakcióvezető, egy közös közleményben Hakeem Jeffries képviselőházi frakcióvezetővel, azt írta, hogy „Senki se áll a törvény felett – Donald Trump sem.”[52]
- Nancy Pelosi, Joaquin Castro és Rashida Tlaib képviselők mind támogatták a vádemelést.[52]